# Collegio uninominale Lombardia - 09 (2020)
Il collegio elettorale uninominale Lombardia - 09 è un collegio elettorale uninominale della Repubblica Italiana per l'elezione del Senato della Repubblica.

## Territorio
Come previsto dalla legge n. 51 del 27 maggio 2019, il collegio è stato definito tramite decreto legislativo all'interno della circoscrizione Lombardia.
È formato dal territorio di 61 comuni della provincia di Bergamo: Albano Sant'Alessandro, Antegnate, Arcene, Arzago d'Adda, Bagnatica, Barbata, Bariano, Bolgare, Boltiere, Brignano Gera d'Adda, Brusaporto, Calcinate, Calcio, Calvenzano, Canonica d'Adda, Caravaggio, Casirate d'Adda, Castel Rozzone, Castelli Calepio, Cavernago, Chiuduno, Ciserano, Cividate al Piano, Cologno al Serio, Comun Nuovo, Cortenuova, Costa di Mezzate, Covo, Dalmine, Fara Gera d'Adda, Fara Olivana con Sola, Fontanella, Fornovo San Giovanni, Ghisalba, Grumello del Monte, Isso, Levate, Lurano, Martinengo, Misano di Gera d'Adda, Montello, Morengo, Mornico al Serio, Mozzanica, Osio Sopra, Osio Sotto, Pagazzano, Palosco, Pognano, Pontirolo Nuovo, Pumenengo, Romano di Lombardia, Spirano, Telgate, Torre de' Roveri, Torre Pallavicina, Treviglio, Urgnano, Verdellino, Verdello e Zanica e da 56 comuni della provincia di Brescia: Acquafredda, Alfianello, Bagnolo Mella, Barbariga, Bassano Bresciano, Bedizzole, Borgo San Giacomo, Calcinato, Calvagese della Riviera, Calvisano, Carpenedolo, Castelcovati, Castrezzato, Chiari, Cigole, Coccaglio, Cologne, Comezzano-Cizzago, Corzano, Desenzano del Garda, Fiesse, Gambara, Ghedi, Gottolengo, Isorella, Leno, Lonato del Garda, Manerbio, Milzano, Montichiari, Offlaga, Orzinuovi, Orzivecchi, Padenghe sul Garda, Palazzolo sull'Oglio, Pavone del Mella, Pompiano, Pontevico, Pontoglio, Pozzolengo, Pralboino, Quinzano d'Oglio, Remedello, Roccafranca, Rovato, Rudiano, San Gervasio Bresciano, San Paolo, Seniga, Sirmione, Trenzano, Urago d'Oglio, Verolanuova, Verolavecchia, Villachiara e Visano.
Il collegio è parte del collegio plurinominale Lombardia - 03.

## Eletti
| Elezione | Elezione | Senatore                   | Partito           |
| -------- | -------- | -------------------------- | ----------------- |
|          | 2022     | Giulio Terzi di Sant'Agata | Fratelli d'Italia |

## Dati elettorali

### XIX legislatura
Come previsto dalla legge elettorale, 74 senatori sono eletti con sistema a maggioranza relativa in altrettanti collegi uninominali a turno unico.
| Candidati                                 | Candidati                                 | Voti    | %     | Liste                          | Voti    | %     |
| ----------------------------------------- | ----------------------------------------- | ------- | ----- | ------------------------------ | ------- | ----- |
|                                           | Giuliomaria Terzi di Sant'Agata ✔️ Eletto | 240 200 | 59,75 | Fratelli d'Italia              | 129 656 | 32,25 |
| Lega per Salvini Premier                  | Giuliomaria Terzi di Sant'Agata ✔️ Eletto | 240 200 | 59,75 | 71 537                         | 17,79   |       |
| Forza Italia                              | Giuliomaria Terzi di Sant'Agata ✔️ Eletto | 240 200 | 59,75 | 35 352                         | 8,79    |       |
| Noi moderati/Lupi - Toti - Brugnaro - UDC | Giuliomaria Terzi di Sant'Agata ✔️ Eletto | 240 200 | 59,75 | 3 655                          | 0,91    |       |
|                                           | Cristina Tedaldi                          | 84 385  | 20,99 | Partito Democratico-IDP        | 61 222  | 15,23 |
| Alleanza Verdi e Sinistra                 | Cristina Tedaldi                          | 84 385  | 20,99 | 11 053                         | 2,75    |       |
| +Europa                                   | Cristina Tedaldi                          | 84 385  | 20,99 | 10 954                         | 2,72    |       |
| Impegno Civico - Centro Democratico       | Cristina Tedaldi                          | 84 385  | 20,99 | 1 156                          | 0,29    |       |
|                                           | Mariastella Gelmini                       | 33 162  | 8,25  | Azione - Italia Viva - Calenda | 33 162  | 8,25  |
|                                           | Mariarosa Ghitti                          | 25 064  | 6,23  | Movimento 5 Stelle             | 25 064  | 6,23  |
|                                           | Gian Luca Beretta                         | 6 834   | 1,70  | Italexit                       | 6 834   | 1,70  |
|                                           | Pietro Martinelli                         | 4 199   | 1,04  | Italia Sovrana e Popolare      | 4 199   | 1,04  |
|                                           | Laura Alghisi                             | 3 990   | 0,99  | Unione Popolare                | 3 990   | 0,99  |
|                                           | Flaminio Maffettini                       | 3 621   | 0,90  | Vita                           | 3 621   | 0,90  |
|                                           | Federica Francesca Bonvini                | 557     | 0,14  | Noi di Centro – Europeisti     | 557     | 0,14  |
| Totale                                    | Totale                                    | 402 012 | 100   |                                | 402 012 | 100   |
|                                           |                                           |         |       |                                |         |       |
| Voti non validi                           | Voti non validi                           | 17 629  | 4,20  |                                |         |       |
| Votanti                                   | Votanti                                   | 419 641 | 72,86 |                                |         |       |
| Elettori                                  | Elettori                                  | 575 936 |       |                                |         |       |